# Julio Salinas
Julio Salinas Fernández (ur. 11 sierpnia 1962 w Bilbao) – hiszpański piłkarz występujący na pozycji napastnika. Karierę rozpoczął w klubie Athletic Bilbao (1982–1986), Atlético Madryt (1986–1988), w FC Barcelona, gdzie święcił największe sukcesy (1988–1994), Deportivo La Coruña (1994–1995), Sporting Gijón (1995–1997), Yokohama F. Marinos (1997–1998). Karierę skończył w Deportivo Alavés w 2000. Wraz z reprezentacją Hiszpanii występował na Euro 1988 i Euro 1996 oraz na mundialach we Włoszech i Stanach Zjednoczonych. Piłkarz plażowy, reprezentant Hiszpanii.